# Premio del National Board of Review 1937
Los 9° Premios del National Board of Review fueron anunciados en 1937.

## 10 mejores películas
- Night Must Fall (Al caer la noche)
- The Life of Emile Zola (La vida de Emilio Zola)
- Black Legion (La legión negra)
- Camille (La dama de las Camelias)
- Make Way for Tomorrow (Dejad paso al mañana)
- The Good Earth (La buena tierra / Madre tierra)
- They Won't Forget (Ellos no olvidarán)
- Captains Courageous (Capitanes intrépidos)
- A Star Is Born (Ha nacido una estrella / Nace una estrella)
- Stage Door (Damas del teatro / Entre bastidores)

## Mejores películas extranjeras
- Die ewige Maske – Austria / Suiza
- Les bas-fonds (Los bajos fondos) – Francia
- Deputat Baltiki (El diputado del Báltico) – Unión Soviética
- Mayerling (Sueños de príncipe) – Francia
- The Spanish Earth (Tierra de España) –Estados Unidos
- Golgotha – Francia
- Elephant Boy (Sabu-Toomai, el de los elefantes) – Reino Unido
- Jánošík – Checoslovaquia
- Palos brudefærd – Dinamarca

## Ganadores
Mejor película
- Night Must Fall (Al caer la noche)

Mejor película extranjera
- Die ewige Maske – Austria / Suiza

Mejor Actuación
- Harry Baur como Hérode - Golgotha
- Humphrey Bogart como Frank Taylor - Black Legion (La legión negra)
- Charles Boyer como la condesa Marie Walewska - Conquest (Maria Walewska)
- Nikolay Cherkasov como el profesor Dmitriy Illarionovich Polezhayev - Baltic Deputy (El diputado del báltico)
- Danielle Darrieux como Marie Vetsera - Mayerling (Sueños de príncipe)
- Greta Garbo como Marguerite Gautier - Camille (La dama de las camelias)
- Robert Montgomery como Danny - Night Must Fall (Al caer la noche)
- Maria Ouspenskaya como la condesa Pelagia Walewska - Conquest (Maria Walkewska)
- Luise Rainer como O-Lan - The Good Earth (La buena tierra / Madre tierra)
- Joseph Schildkraut como el capitán Alfred Dreyfus - The Life of Emile Zola (La vida de Emilio Zola)
- May Whitty como Mrs. Bramson- Night Must Fall (Al caer la noche)
- Mathias Wieman como Dr. Dumartin - Die ewige mask